# Día de San Silvestre
El día de San Silvestre, también conocido como la Fiesta de San Silvestre, es el día de la fiesta del Papa Silvestre I, un santo que sirvió como Papa (obispo de Roma) del 314 al 335. La leyenda medieval lo hizo responsable de la conversión del emperador Constantino I. Entre las iglesias occidentales, la fiesta se celebra en el aniversario de la muerte de San Silvestre, el 31 de diciembre, fecha que, desde la adopción del calendario gregoriano, coincide con la víspera de Año Nuevo. Para estas denominaciones cristianas, el día de San Silvestre marca litúrgicamente el séptimo día de Navidad. Las iglesias ortodoxas orientales celebran la fiesta de Silvestre en un día diferente al de las iglesias occidentales, es decir, el 2 de enero. Las celebraciones del Día de San Silvestre están marcadas por la asistencia a la iglesia en la misa de medianoche o un servicio de vigilia, así como fuegos artificiales y festejos.

## San Silvestre

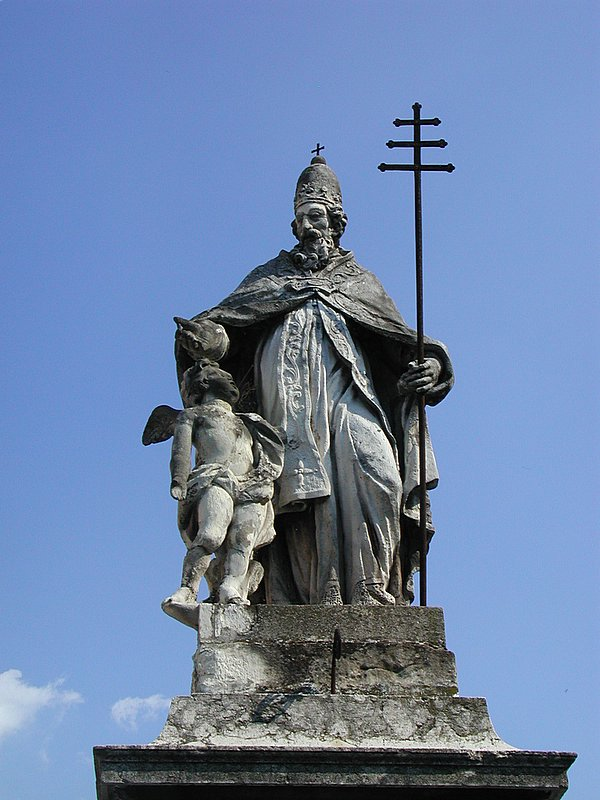
Estatua del papa Silvestre en la Via Matteotti 1 en Mantova.

Bajo el reinado del Papa Silvestre I, se construyeron varias de las magníficas iglesias cristianas, incluida la Basílica de San Juan de Letrán, la Basílica de la Santa Cruz de Jerusalén y la Antigua Basílica de San Pedro, entre otras. Durante el papado de San Silvestre, se formuló el Credo de Nicea, que es recitado por los comulgantes de la gran mayoría de las denominaciones cristianas del mundo. Se dice que San Silvestre sanó, en nombre de Cristo, al emperador Constantino el Grande de la lepra. Después de morir, San Silvestre fue enterrado el 31 de diciembre en las Catacumbas de Priscila.

## Tradiciones regionales

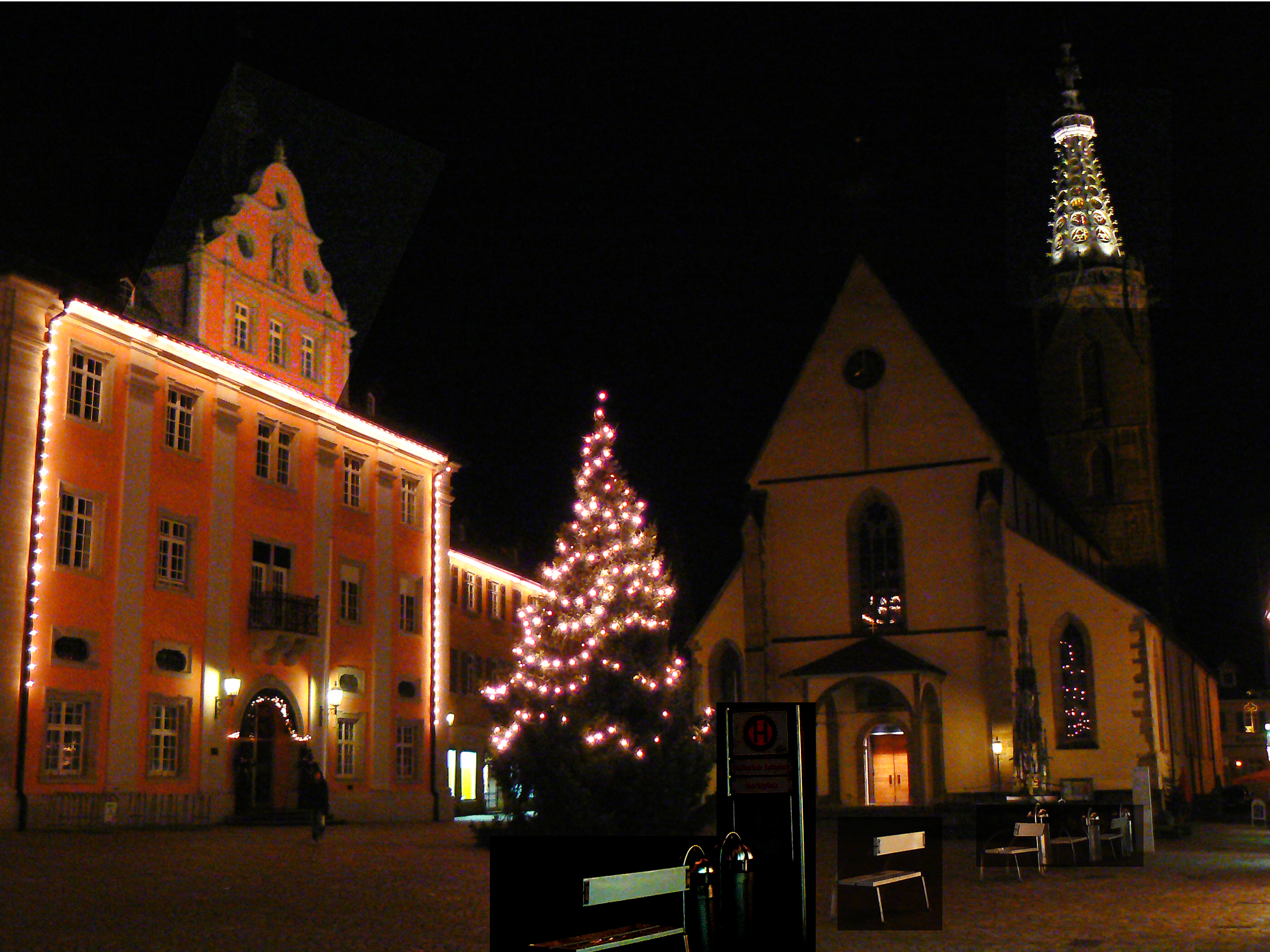
La ciudad alemana de Rotemburgo del Néckar (Alemania) decorada para Navidad y la festividad de San Silvestre.

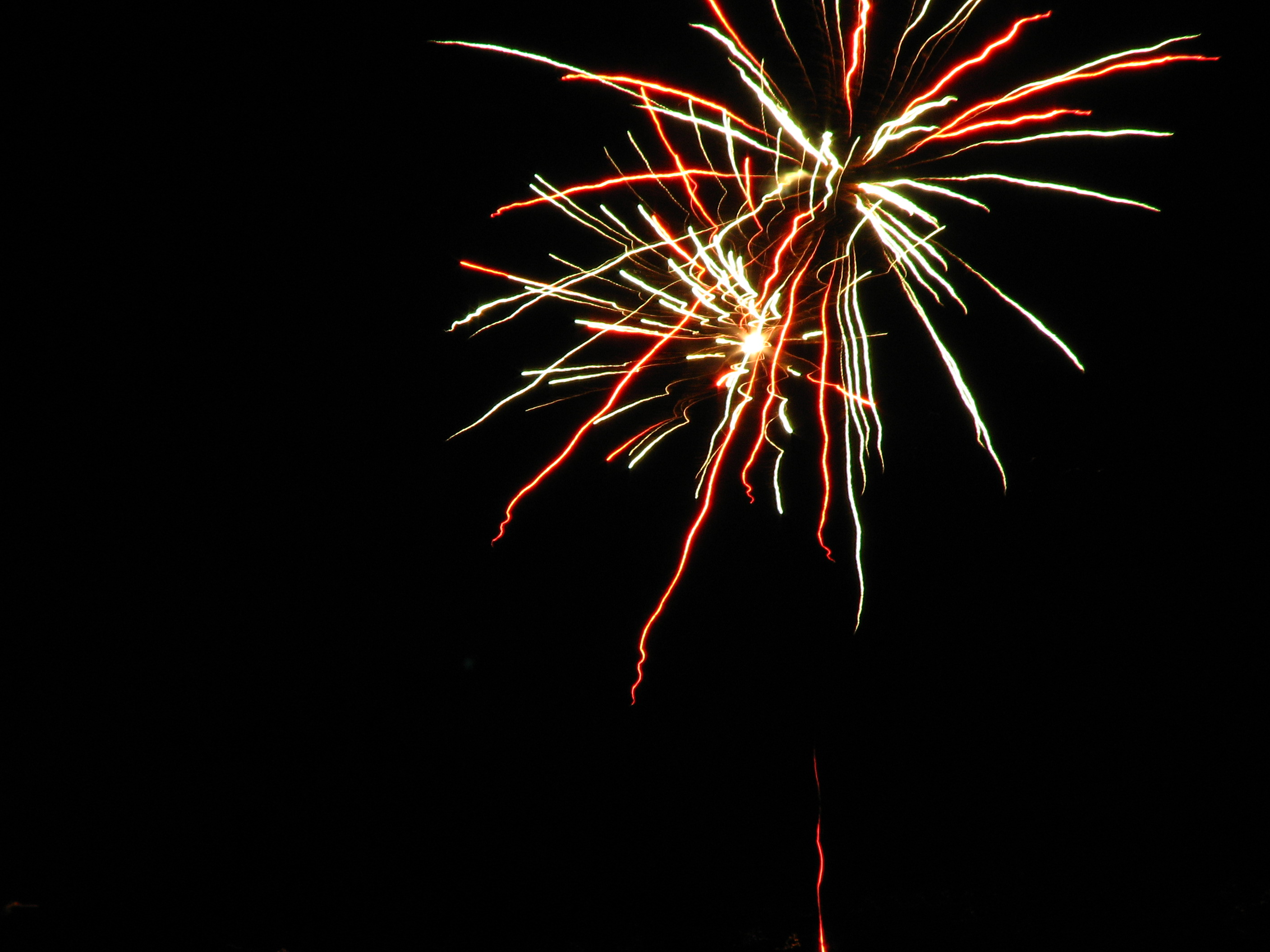
Día de San Silvestre con fuegos artificiales en Cracovia (Polonia).

Varios países, principalmente en Europa, utilizan una variante del nombre de Silvestre como nombre preferido para la festividad; estos países incluyen Austria, Bosnia y Herzegovina, Croacia, República Checa, Francia, Alemania, Hungría, Israel, Italia, Liechtenstein, Luxemburgo, Polonia, Eslovaquia, Suiza y Eslovenia.

### Austria y Alemania
En la capital de Austria, Viena, la gente pasea a los cerdos con correa para la celebración del Día de San Silvestre con la esperanza de tener buena suerte para el próximo año. Muchos hogares cristianos en Alemania celebran el día de San Silvestre practicando la costumbre de Bleigiessen usando Silvesterblei (plomo de Silvester), en el que Silvesterblei se derrite sobre una llama en una cuchara vieja y se deja caer en un recipiente con agua fría; la fortuna de uno para el próximo año está determinada por la forma del plomo. Si el plomo forma una bola (der Ball), la suerte rodará hacia uno, mientras que la forma de una estrella (der Stern) significa felicidad.

### Bélgica
Los cristianos de Bélgica tienen la tradición de que una doncella que no termine su trabajo antes de la puesta del sol del día de San Silvestre no se casará en el próximo año.

### Brasil
Junto con la explosión de fuegos artificiales, la carrera de San Silvestre, la carrera más antigua y prestigiosa de Brasil, se lleva a cabo el día de San Silvestre y está dedicada a él.

### Israel
En Israel, se considera ampliamente que el Papa Silvestre fue un antisemita. Por esta razón, los judíos exsoviéticos que celebran la víspera de Año Nuevo (llamado Novy God para distinguirlo de "Silvestre") a veces han sido criticados por celebrar una festividad antisemita, aunque con el tiempo ha crecido la aceptación de Novy God como festividad secular.

### Italia
En Italia, el día de San Silvestre, "se comen lentejas y rodajas de salchicha porque parecen monedas y simbolizan la buena fortuna y la riqueza de la vida para el próximo año".

### Suiza
En Suiza, la mañana del día de San Silvestre, los hijos de una familia cristiana compiten entre sí para ver quién puede despertarse más temprano; el niño que se levanta más tarde es abucheado en broma. Durante siglos, los hombres se han disfrazado de Silvesterklaus en el día de San Silvestre.